# Clap
Ne doit pas être confondu avec  clap, le nom des éboulements dans les Alpes..
Pour l’article homonyme, voir Clap !.

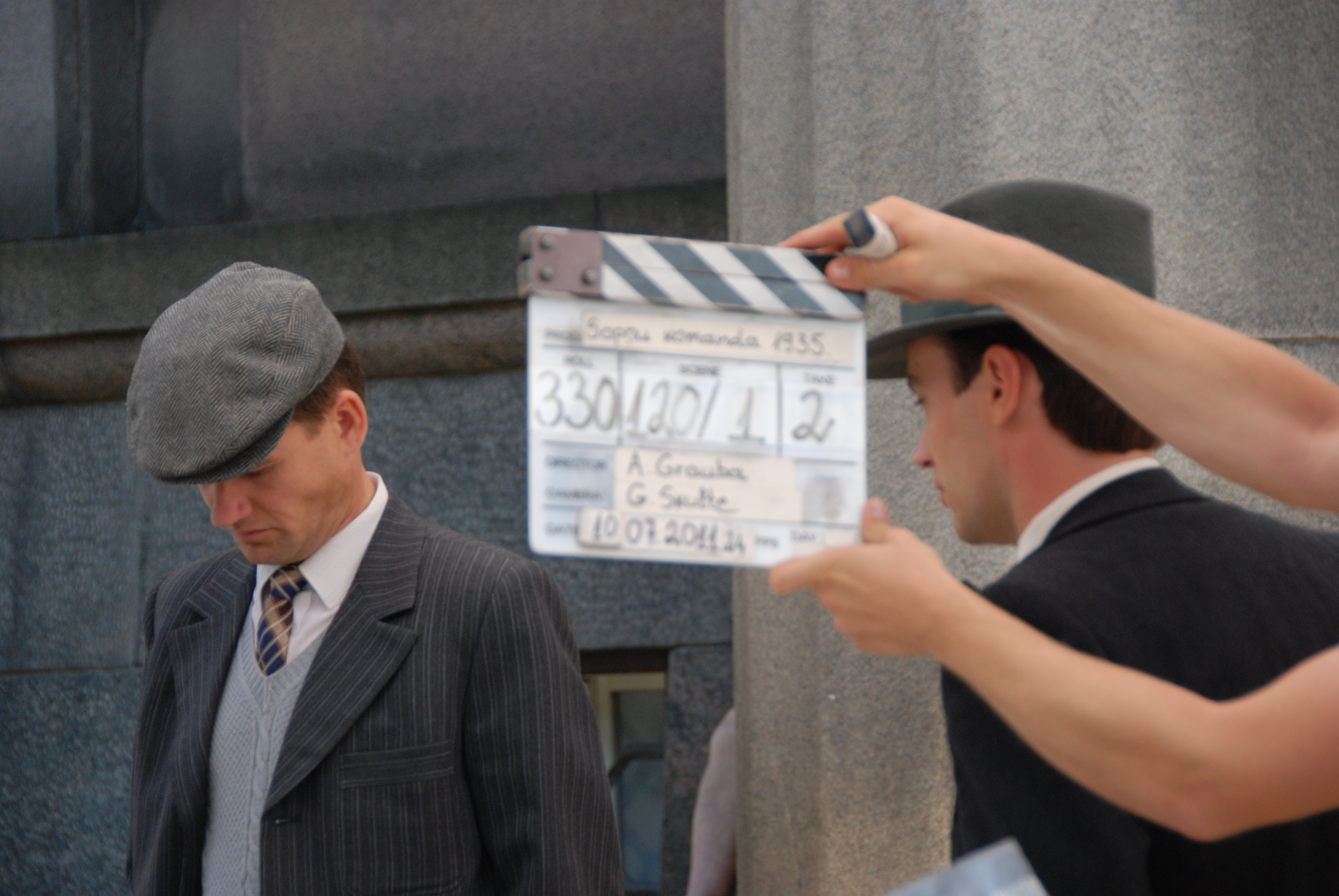
Utilisation du clap lors d'un tournage.

Le clap ou claquette est un outil utilisé lors du tournage d'un film, d'abord pour identifier les plans et numéroter leurs prises, et ensuite pour faciliter au montage la synchronisation du son et de l'image, qui sont enregistrés sur des supports séparés. Le clap est présenté un court instant devant la caméra au début ou à la fin de chaque prise.

## Le clap

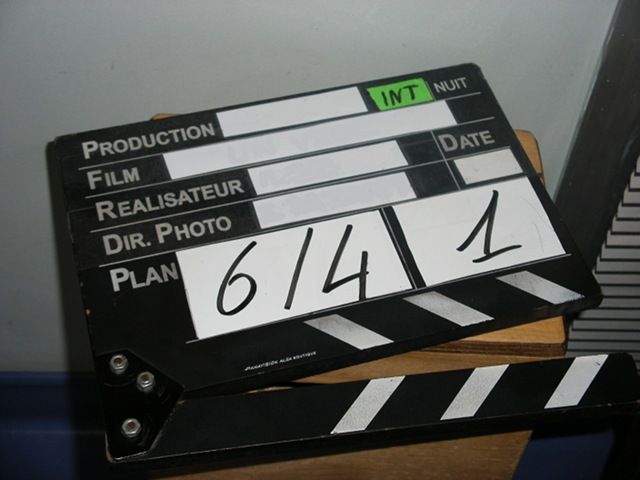
Un clap "classique".

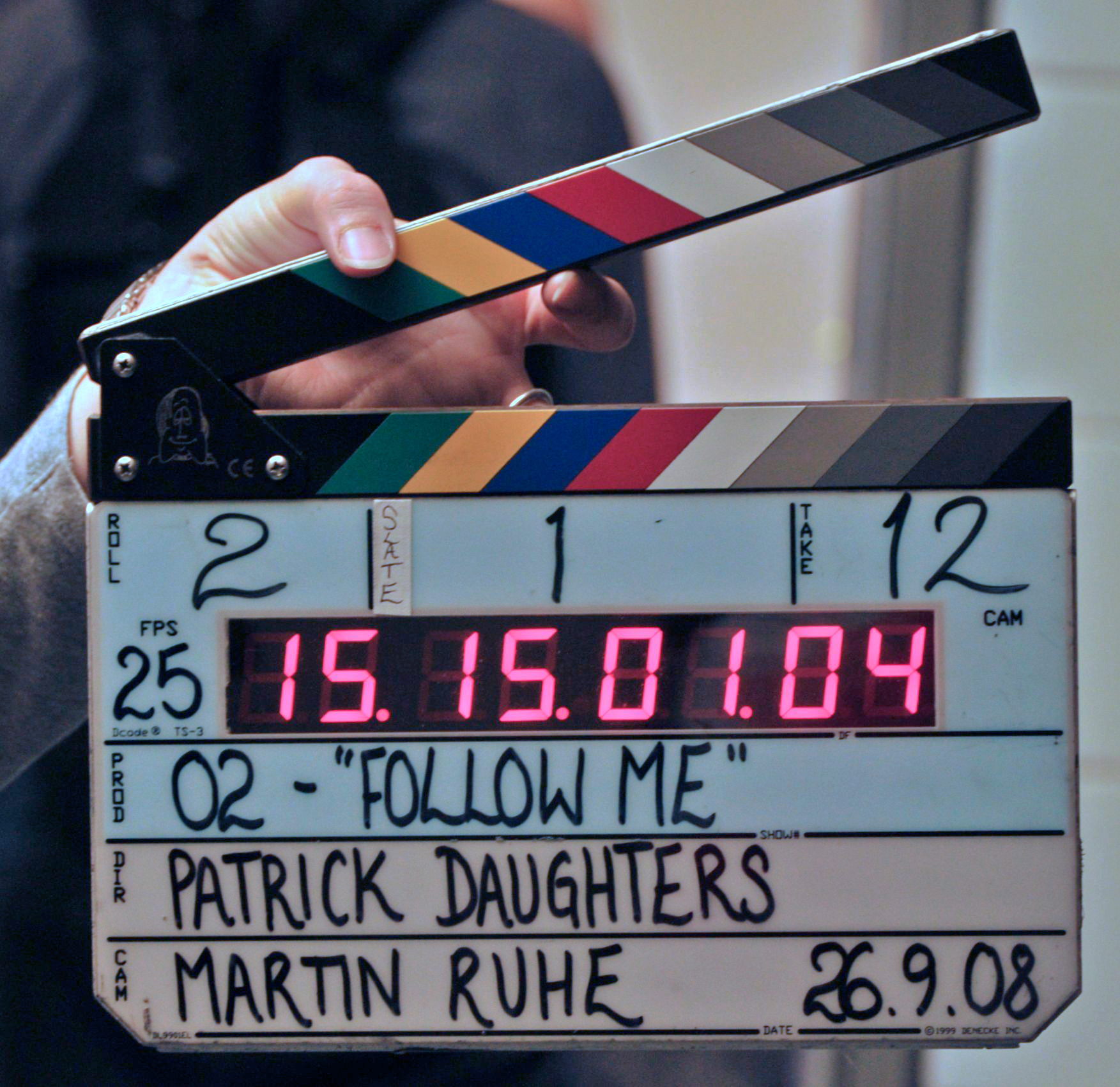
Un clap avec affichage électronique.

Le clap est un dispositif composé de deux parties, l'ardoise et la claquette : 
L'ardoise est une plaque en bois ou en plastique où sont peints le titre du film, le nom du réalisateur et du directeur de la photographie, et, marqués à la craie, le numéro de la séquence, du plan, et de la prise (nombre de fois où le plan a été filmé et recommencé pour diverses raisons), le lieu (intérieur/extérieur), la lumière (jour/soir/nuit) et éventuellement d'autres données techniques ou factuelles (date du jour de tournage par exemple). Cette partie d'ardoise était identique à l'époque du cinéma muet car son usage était indispensable lors du montage, pour repérer et classer les rushes qui peuvent atteindre plusieurs centaines d'unités pour un film de long métrage. Le numéro de prise a permis, durant toutes les décennies du cinéma sur support argentique, grâce aux « rapports image » tenus par la scripte (script-girl ou script-boy), de repérer les prises jugées bonnes par le réalisateur au tournage et de ne pas tirer les prises ratées ou médiocres sur les copies positives destinées au montage (pour des raisons économiques et pratiques). De nos jours, avec le montage virtuel et la conformation du négatif original, ou la manipulation des éléments numérisés, le clap est toujours aussi indispensable.

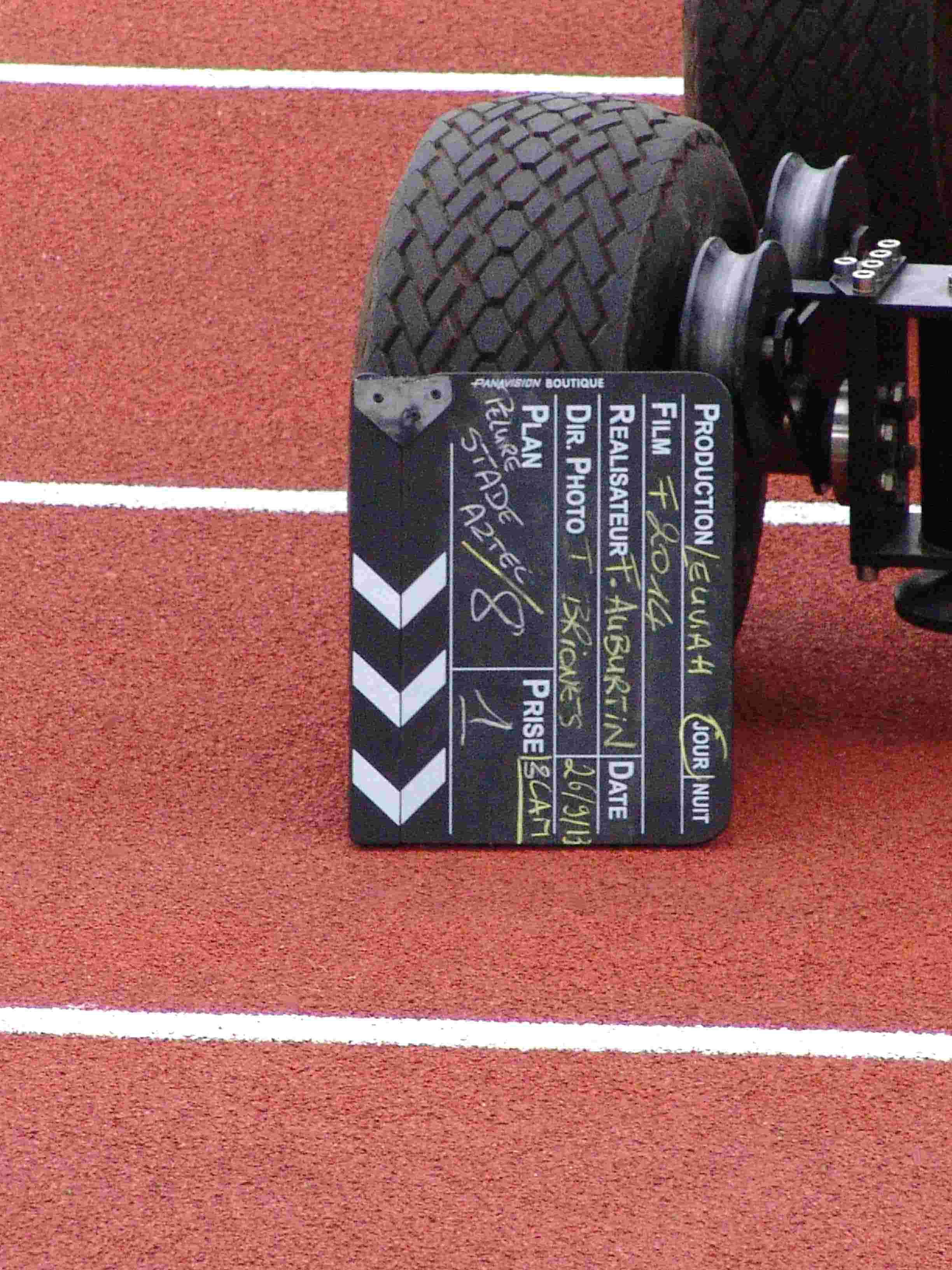
Un clap à 24 millions d'euros, budget de United Passions qui retrace l'histoire de la FIFA.

La claquette proprement dite, présente depuis l'avènement du cinéma sonore, une réglette mobile articulée sur l'ardoise par une charnière, est peinte de chevrons alternés noirs et blancs. « La réglette, que l'on referme le plus rapidement possible sur l'ardoise produit un « clac ! » caractéristique. Ce qui permet la synchronisation du son, par le repérage auditif de ce clac, avec l'image de la fermeture, quand la partie en mouvement, décorée de chevrons, s’arrête brutalement au moment du choc, et devient nette alors qu’elle était floue pendant son déplacement rapide. Aujourd’hui, le clap est à affichage numérique et déroule une numération croissante générée par l’enregistreur son. »

## Technicien responsable du clap
La personne qui présente le clap devant la caméra au début de chaque prise est désigné par le terme « clapman » ou « claquiste ». Dans la pratique, sur les tournages français ce rôle est tenu par un machiniste. Ailleurs, le deuxième assistant opérateur, appelé en anglais « clapper loader », est généralement responsable du clap.
En France, le clap appartient au matériel personnel du chef machiniste, il en possède généralement trois ou quatre de tailles variables, qu'il utilise selon la valeur de plans (plus le plan est serré, plus le clap devra être petit). Par tradition, après le tournage, il en offre quelques exemplaires au réalisateur ou à toute personne (technicien ou acteur) de son choix.

## Clap de début / clap de fin
Dans la majorité des cas, le clap est effectué au début de la prise. Une fois le moteur demandé par le réalisateur, relayé souvent par le premier assistant-réalisateur, le chef-opérateur du son annonce « Ça tourne ! ». Le premier assistant opérateur ou le cadreur met en fonctionnement la caméra et demande : « Annonce » ou « Clap ». Le clapman énonce à haute voix le numéro du plan et celui de la prise, puis rabat aussitôt la claquette sur l'ardoise. Sa mission terminée, il sort le plus vite possible du champ.
La nécessité d'un clap de fin peut être choisi lorsqu'il n'est pas possible ou souhaitable de claper en début, notamment lorsqu'un animal peureux participe à un plan (chevaux) ou quand le claquement risque de désamorcer la préparation de jeu effectuée par les acteurs et casser l'émotion. En fin de prise, au lieu d'annoncer « Coupez ! », le réalisateur ordonne « Clap de fin ! ». Le clapman doit présenter son ardoise retournée à l'envers, tête en bas, cette disposition permet au montage de repérer un clap de fin.

## Clap ouvert / clap fermé
Cette section ne s'appuie pas, ou pas assez, sur des sources secondaires ou tertiaires indépendantes du sujet.

Pour l'améliorer, ajoutez-en, ou placez des modèles {{Source secondaire souhaitée}} ou {{Source secondaire nécessaire}} sur les passages mal sourcés. (mars 2024)
Deux écoles informelles s'opposent dans la façon de claper. La première est la plus pratiquée en France, il s'agit du « clap ouvert ». Le clapman présente le clap grand ouvert, il ne le referme que durant un laps de temps très bref qui doit en principe correspondre à une seule image parmi les vingt-quatre enregistrées par seconde. L'avantage de cette méthode serait une facilité lors de la synchronisation au montage à détecter l'image exacte (nette) qui correspond au claquement sonore. Ailleurs, on[style à revoir] pratique généralement le « clap fermé ». Le clapman présente le clap grand ouvert, il le referme définitivement au moment du « clac ! ». Lors de la synchronisation au montage, il serait plus aisé de savoir si le clap a déjà ou non été effectué.